# Медуха (село)

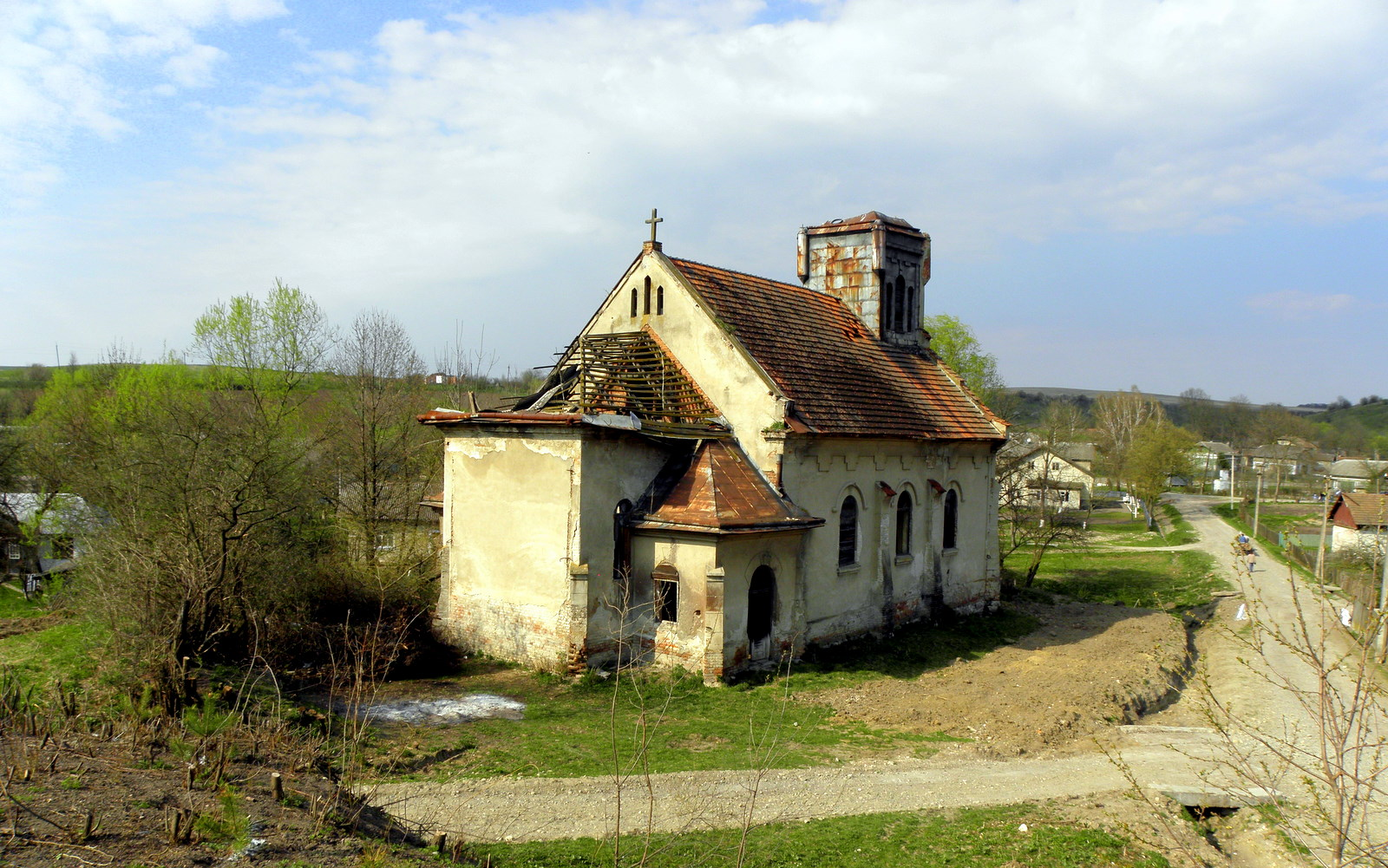
Костёл Розария девы Марии (1912—1913 гг.)

Медуха (укр. Медуха) — село в Дубовецкой сельской общине Ивано-Франковского района Ивано-Франковской области Украины.
Население по переписи 2001 года составляло 442 человека. Занимает площадь 17,23 км². Почтовый индекс — 77145. Телефонный код — 03431.

## Известные уроженцы
- Витовский, Дмитрий Дмитриевич (1887—1919) — галицкий политик, сотник Легиона Украинских Сечевых Стрельцов, полковник Украинской Галицкой Армии, Государственный секретарь Военных Дел Западно-Украинской Народной Республики.